# Antonio María de Bucareli y Ursúa
Antonio María de Bucareli y Ursúa, marchese di Valleheroso e conte di Jerena (a volte noto come Bucareli y Urzúa) (Siviglia, 21 gennaio 1717 – Città del Messico, 9 aprile 1779), fu un ufficiale militare spagnolo, governatore di Cuba e viceré della Nuova Spagna tra il 23 settembre 1771 ed il 9 aprile 1779.

## Gioventù
Antonio María de Bucareli y Ursúa nacque a Siviglia il 21 gennaio 1717 da una famiglia nobile. Non ci sono prove sul fatto che si sia sposato o meno. Entrò come cadetto in un reggimento di fanteria all'età di 11 anni, salendo di grado fino a diventare capitano generale. Si distinse durante le campagne italiane, e per questo motivo fu nominato governatore di Cuba. Qui lavorò per regolarizzare le milizie. Costruì anche i forti di Atarés e di El Morro.

## Inizio dell'amministrazione
Era governatore di Cuba quando fu nominato viceré della Nuova Spagna. Salpò da L'Avana il 14 agosto 1771 arrivando a Veracruz il 23 agosto. Assunse il comando della colonia a San Cristóbal Ecatepec il 22 settembre, e fece l'ingresso ufficiale a Città del Messico il 23 settembre 1771. Essendo la Spagna in un periodo di pace, ridusse immediatamente la dimensione dell'esercito per risparmiare sui costi. Prima del taglio l'esercito contava 10000 fanti e 6000 cavalieri, senza contare il reggimento La Corona, guardia urbana di Città del Messico, Puebla e Veracruz, e le compagnie di Alvarado e Tlacotalpan. Dopo aver ridotto l'esercito si preoccupò principalmente di rinforzare i presidi del nord, per combattere le continue invasioni distruttive di Apache e Jumanos a Coahuila. Gli indiani catturati furono deportati a Cuba, insieme alle loro famiglie.
Nel 1771 tentò di riappacificare francescani e domenicani della colonia, fortemente divisi dal problema dell'evangelizzazione della California. L'anno successivo vietò l'importazione di beni stranieri, ritirando le monete in circolazione per sostituirle con quelle raffiguranti re Carlo III. Fondò un ospedale militare nel vecchio Collegio di San Andrés. Nel 1776 fondò un altro ospedale per i poveri a Città del Messico, ed il 20 gennaio 1777 inaugurò l'ospedale di San Hipólito per malattie mentali.
Nel 1772 Pedro Fages e fra' Juan Crespi, andandosene da San Diego, fondarono il porto ed il presidio di San Francisco, in Alta California. Bucareli inviò due spedizioni al fine di prendere possesso del pacifico nordoccidentale. Juan José Pérez Hernández partì nel 1774. Bruno de Heceta (o Hezeta) guidò la seconda spedizione, con Juan Francisco de la Bodega y Quadra nel ruolo di comandante in seconda.

## Riforme economiche
Indisse una riunione con i proprietari di miniere il 3 maggio 1774, per redigere le leggi sul governo dell'industria. Nel luglio 1776 Bucareli garantì ai proprietari il diritto di formare un'associazione commerciale per gestire l'industria (il Tribunale delle Miniere), abbassandogli le tasse già alte. Uno dei più ricchi proprietari di miniere, Pedro Romero de Terreros, che aveva già prestato 400 000 pesos al precedente viceré, ne prestò altri 800 000 a Bucareli. Terreros donò anche una nave con 80 cannoni alla marina. Il barone Alexander von Humboldt affermò che i minatori messicani erano tra i meglio pagati del mondo.
Il 17 gennaio 1774 il governo liberale di Carlo III stabilì il commercio gratuito tra Nuova Spagna, Perù ed il neonato Vicereame della Nuova Granada. Bucareli invitò i ministri del proprio governo ad approfittarne. Riparò il Forte San Diego di Acapulco, per difendere il porto ed il nuovo commercio con il Sudamerica. Nel 1779 il libero commercio tra la Spagna e le Indie divenne effettivo.
Il 25 febbraio 1775 inaugurò il Monte de Piedad (monte dei pegni governativo, modellato su quello di Madrid) per aiutare i più indigenti.

## Riforme giuridiche
Un decreto reale del 1º marzo 1776 diede il via a quella che è conosciuta come Grande Riforma Giuridica del 1776 nelle Indie. L'Audiencia era un'antica istituzione governativa della Nuova Spagna. La prima audiencia della colonia fu nominata il 13 dicembre 1527. Nonostante si trattasse di una corte legale, la più alta della colonia, e nonostante gli oidores fossero dei giudici, l'istituto esercitava anche poteri legislativi e, a volte, esecutivi nel governo della Nuova Spagna.
Il potere supremo della colonia era però nelle mani del viceré. Uno dei suoi ex oficio era quello di presidente dell'Audiencia, il che gli garantiva importanti poteri giudiziari, legislativi ed esecutivi. La Corona aveva mostrato una netta preferenza nel far ricoprire il ruolo di viceré ai militari, e coloro che non avevano un passato da militari erano solitamente ecclesiastici. Non vi erano uomini di legge.
Con la riforma del 1776 l'Audiencia divenne un istituto indipendente dal viceré, che non fungeva più da presidente. Questo ruolo fu assunto dalla neonata figura di reggente dell'audiencia. Questo nuovo tribunale voleva essere un qualche tipo di controllo sull'operato del viceré. La Spagna emanò il documento Instrucción de regentes (Istruzioni dei Reggenti) il 20 giugno 1776. Questo atto conteneva 78 articoli che descrivevano in maniera dettagliata i compiti del reggente.
Alcuni storici fanno risalire il merito della riforma all'influenza di José de Gálvez, ispettore reale inviato presso la colonia da Carlo III nel 1764. Gálvez viaggio in giro per la colonia stilando un resoconto della sua amministrazione e di altri aspetti fino al 1772. Godeva di un'autorità illimitata, perfino più del viceré.

## Tarda amministrazione
Toccò a Bucareli il compito di terminare la costruzione del forte di San Carlos (1776), che il viceré Carlos Francisco de Croix aveva iniziato. Questo forte era stato progettato con nuove idee tattiche, e situato nella pianura di Perote, Veracruz.
Represse numerosi gruppi di banditi. Nel 1776 tentò di affrontare un'invasione di locuste. Abbellì l'Alameda Central di Città del Messico. Promosse il drenaggio della Valle del Messico. Nel 1778 progettò la via di Città del Messico che porta tuttora il suo nome. Il 1º agosto 1778 venne fondata la Scuola Reale di Chirurgia.
Il 21 gennaio 1779, poco prima della sua morte, Ignacio Allende, eroe indipendentista messicano, nacque a San Miguel el Grande, Guanajuato.
Il 12 febbraio 1779, agli ordini di Bucareli, la Princesa e la Favorita salparono dal porto di Nayarit per esplorare la costa pacifica a nord. Questa spedizione giunse fino all'Alaska.
Il viceré Bucareli morì nel suo ufficio il 9 aprile 1779, a causa di un attacco di pleurite. Venne sepolto, tra il dolore del pubblico, nel cimitero adiacente alla chiesa di Guadalupe. Lasciò numerosi scritti, tra cui Allosgusstio ad Patres Concilii IV, Provincialis Mexicani, die X Octobris ann. 1771, Reglamento para el cuerpo de militares inválidos de la Nueva España e Collección de todas las providencias de su gobierno. Il suo posto venne preso ad interim da Francisco Romá y Rosell, presidente dell'Audiencia.
Fu un abile amministratore che riuscì ad aumentare il tesoro pubblico, il commercio ed il sistema monetario. Gli storici messicani lo considerano uno dei migliori viceré della Nuova Spagna.
La baia di Bucareli, in Alaska, ha preso il nome da lui.